# Sędziowie (film)
Sędziowie – polski dramat z 1974 roku na podstawie sztuki Stanisława Wyspiańskiego.

## Obsada aktorska
- Wiktor Sadecki – Samuel
- Bolesław Smela – Dziad, ojciec Jewdochy
- Elżbieta Karkoszka – Jewdocha
- Jerzy Trela – Natan, syn Samuela
- Roman Burkot – Joas, syn Samuela
- Jerzy Nowak – Jukli
- Stefan Szramel – nauczyciel
- Krzysztof Litwin – aptekarz

## Fabuła
Stary Żyd Samuel ma dwóch synów  Natana i Joasa. U Samuela pracuje posługaczka Jewdocha, córka Dziada - pustelnika, którego Samuel podstępem pozbawił majątku i wsadził do więzienia. Dziad nagle pojawia się w karczmie i grozi ujawnieniem nieczystych interesów Samuela. Jewdocha przyznaje się ojcu, że została uwiedziona przez Natana, a później zmuszona do dzieciobójstwa. Dziad przysięga zemstę.